# إعصار كاترينا
إعصار كاترينا، كان إعصارًا مداريًا قويًا ومدمرًا وتاريخيًا، أسفر عن مقتل 1,392 شخصًا وتسبب في أضرار قُدّرت بنحو 125 مليار دولار أواخر شهر أغسطس من عام 2005، ولا سيما في مدينة نيو أورلينز والمناطق المحيطة بها. يُعد كاترينا، إلى جانب إعصار هارفي، الإعصار الأكثر تكلفة في حوض الأطلسي. وكان الإعصار الثاني عشر في موسم أعاصير الأطلسي لعام 2005، والخامس من حيث تصنيفه كإعصار، والثالث من حيث شدته. كما يُعد رابع أشد إعصار في المحيط الأطلسي من حيث الضغط الجوي عند وصوله إلى اليابسة في الولايات المتحدة القارية.
تكوَّن إعصار كاترينا في 23 أغسطس 2005 نتيجة اندماج موجة استوائية مع بقايا منخفض استوائي. وبعد أن ضعف مؤقتًا ليصبح عاصفة استوائية فوق جنوب فلوريدا، دخل كاترينا خليج المكسيك في 26 أغسطس، ثم اشتد بسرعة ليبلغ الفئة الخامسة، قبل أن يضعف إلى الفئة الثالثة عند وصوله إلى اليابسة في 29 أغسطس بالقرب من منطقة بوراس-ترايمف في ولاية لويزيانا.
غمرت المياه 80٪ من مدينة نيو أورلينز، إلى جانب مناطق واسعة في الأبرشيات المجاورة. وتشير التقديرات إلى أن ما بين 100,000 إلى 150,000 شخص ظلوا في المدينة رغم أوامر الإخلاء الإلزامي، مما أدى إلى إطلاق جهود إنقاذ ضخمة على الصعيدين الوطني والدولي، شاركت فيها جهات اتحادية ومحلية وخاصة. وكان السبب الرئيسي للوفيات هو الفيضانات التي نتجت عن عيوب هندسية في نظام الحماية من الأعاصير الذي شيدته الحكومة الفيدرالية، وخاصة في السدود المحيطة بمدينة نيو أورلينز. وقد خلصت عدة تحقيقات إلى أن فيلق المهندسين بالجيش الأمريكي — الجهة المكلفة من قبل الكونغرس بموجب قانون السيطرة على الفيضانات لعام 1965 بتصميم وبناء هذا النظام — هو المسؤول عن انهيار جدران الحماية. ومع ذلك، قضت محكمة استئناف فدرالية لاحقًا بأن فيلق المهندسين لا يمكن تحميله المسؤولية المالية بسبب الحصانة المنصوص عليها في قانون السيطرة على الفيضانات لعام 1928.
تعرّضت استجابة الحكومات الفيدرالية والولائية والمحلية لحالة الطوارئ لانتقادات واسعة، ما أدى إلى استقالة مايكل دي. براون، مدير الوكالة الفيدرالية لإدارة الطوارئ، وإيدي كومباس، قائد شرطة نيو أورلينز. كما تعرض العديد من المسؤولين الآخرين للانتقادات، وخصوصًا رئيس بلدية نيو أورلينز راي نيغن، وحاكمة لويزيانا كاثلين بلانكو، والرئيس الأمريكي جورج دبليو. بوش. ومع ذلك، نالت عدة وكالات مثل خفر السواحل الأمريكي، والمركز الوطني للأعاصير، وخدمة الأرصاد الجوية الوطنية، الثناء على أدائها، وخاصة المركز الوطني للأعاصير الذي أشيد بدقّة توقعاته قبل فترة طويلة من وصول الإعصار.

ونظرًا لحجم الدمار والخسائر في الأرواح التي خلفها الإعصار، تقرر سحب اسم "كاترينا" من قائمة أسماء الأعاصير من قبل المنظمة العالمية للأرصاد الجوية في أبريل 2006. وفي 4 يناير 2023، حدث المركز الوطني للأعاصير عدد الضحايا بناءً على تقرير صدر عام 2014 للباحث ربابورت، خفّض عدد الوفيات من 1,833 إلى 1,392.

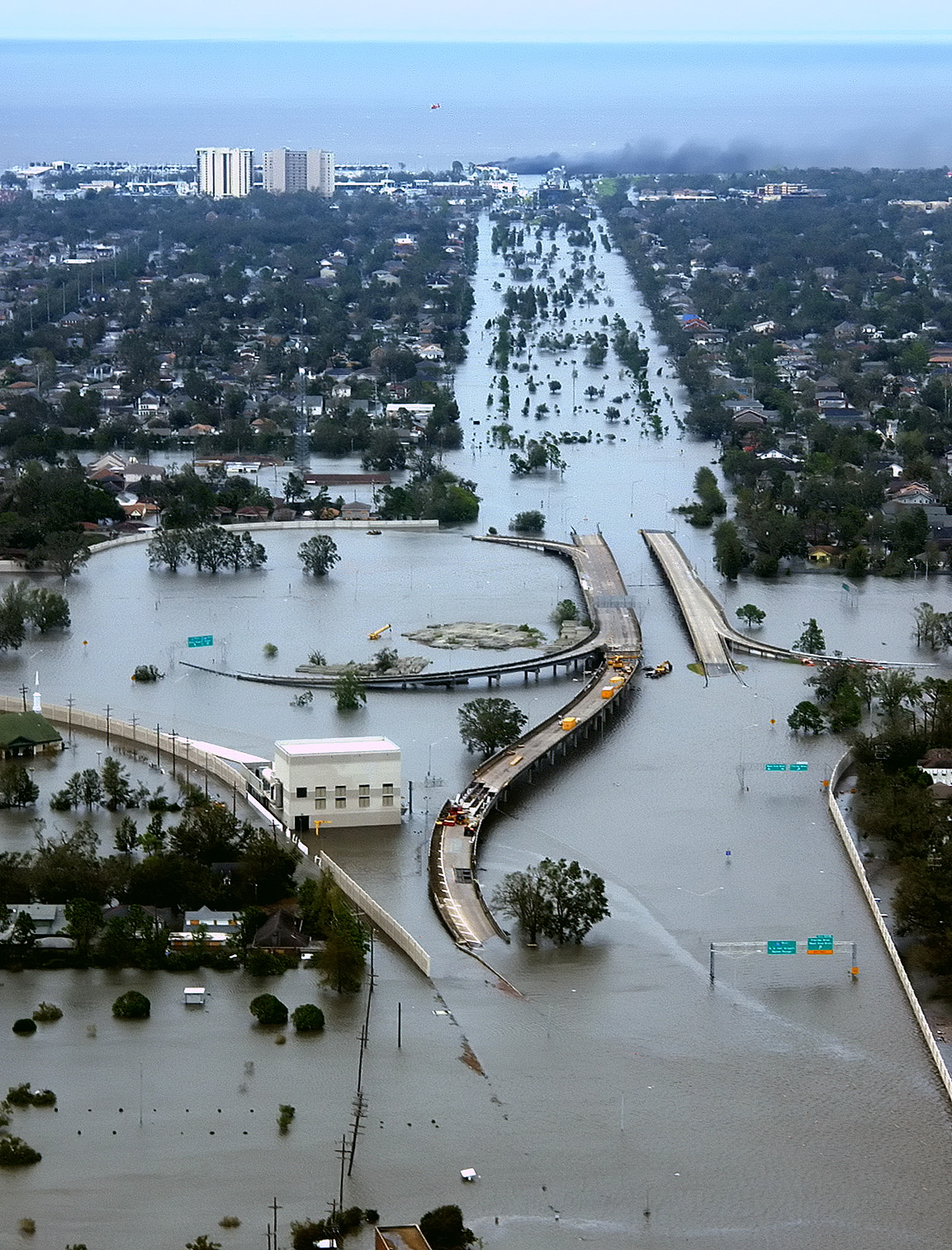
الأضرار التي خلفها إعصار كاثرينا